# Вафа Аллахярова
Вафа Аллахярова (азерб. Vəfa Allahyarova; нар. 14 травня 1965, Баку, Азербайджанська РСР) — азербайджанська художниця та громадська діячка.

## Життєпис
Аллахярова-Джафарова Вафа Ібрагім гизи народилася в 1965 році в місті Баку. У 1984 році вона закінчила Азербайджанський державний технікум імені А. Азимзаде.
З дитинства, вона брала участь в соціальному та культурному житті країни. Так здійснила внесок до організації різних заходів, включаючи ті, що проводилися UNICEF. Вона також організовувала безкоштовні навчальні програми і уроки, співпрацювала з журналами, створювала мініатюри, карикатури, ілюстрації тощо. Її перу належить оформлення понад 70 книг.
Вафа Ібрагім гизи постійно виступала в пресі, її картини виставлялися на республіканських та міжнародних виставках і конкурсах. По закінченні інституту, з 1990 року, вона працювала як навчальний майстер та педагог в Державному інституті культури і мистецтва імені М. А. Алієва. З 1991 року є дійсним членом Спілки художників Азербайджану.
У 1997 році Вафа Аллахярова була призначена секретарем вченої ради факультету образотворчого мистецтва. Потім, з 2000 по 2012 роки вона викладала на кафедрі «Графіка» в Академії мистецтв. З 2004 року, Вафа ханум є головним художником тієї ж кафедри.
У 2010 році Вафу Аллахярову було призначено заступником декана. У тому ж році вона отримала вчений ступінь доцента.

## Наукова та громадська діяльність
Вафа Ібрагім є автором наукових статей, методичних робіт і програм.
З 2006 року по 2012 рік вона працювала як член керівництва Спілки художників — карикатуристів Азербайджану. Вона була членом FECO.
З 1990 року по 2012 рік, Вафа ханум безоплатно брала участь в організації та діяльності центру «Жінка та розвиток». Їй належить великий внесок у розвиток дитячої миротворчої мережі «Від дитини до дитини». Вона створювала нові напрями в рамках існуючих програм, вносила нові пропозиції, ідеї, а також залучала нових учасників. У 2008 році вона офіційно стала членом керівництва центру «Жінка та розвиток».
Вафа Ібрагім гизи безоплатно проводила заняття художнього профілю та тренінги для загального розвитку і становлення особистості з охочими всіх вікових категорій, в тому числі і з нужденними.
Її діяльність включає також організацію і проведення конференцій, виставок і конкурсів, оформлення книг, плакатів, буклетів, створення логотипів та емблем.